# Marie-Marthe Collin
Marie-Marthe Collin est une dessinatrice de littérature jeunesse.

## Biographie
Elle est très tôt devenue célèbre en dessinant les quatre planches bimensuelles de La Chouette de classe série de bande dessinée créée en 1971 pour le magazine de jeunesse Okapi.  L'illustratrice voit son travail récompensé dès 1974 par le prix Nicolas Goujon des jeunes espoirs de la bande dessinée... mais aussi par un allongement du format des épisodes voulu par la rédaction, ce qui l'amène à produire pour le journal quatre planches toutes les quinzaines. Elle fait partie de dessinateurs de presse qui enfin obtiennent les mêmes droits sociaux que les autres journalistes, en 1974, avec l'action de Roland Garel, dessinateur et syndicaliste, créateur de la section des reporteurs dessinateurs au sein du SJF (Syndicat des journalistes français CFDT). 
Avec l'embauche de nouveaux dessinateurs par Okapi, Marie-Marthe Collin peut enfin dessiner autre chose, en participant notamment aux "Univers d'Okapi" sur les réfugiés (no 194) et les sports de glace (no 197). Sa collaboration de dix ans à Okapi prend fin avec les aventures d'Alexis et Carine écrites par Xavier Séguin (deux histoires reprises en albums, en 1980/81). 
Illustratrice pendant une quarantaine d'années pour diverses maisons d'éditions dont Nathan, Flammarion, Hachette, et depuis une quinzaine d'années aux Éditions du Triomphe, elle donne aussi de nombreux cours de dessins, aimant plonger au cœur de l'histoire, à la recherche de nombreux documents pour coller à la vérité et aux paysages que croise le lecteur.
Marie Marthe Collin a aussi illustré de nombreux titres de la série Langelot (Bibliothèque verte), depuis sa réédition aux Éditions du Triomphe, et de la série Clan des Bordesoule ou de la série Mystère. Elle a réalisé les nouvelles couvertures de Médecins de l'Impossible.

## Prix
- 1974 : Prix Nicolas Goujon des jeunes espoirs de la bande dessinée[1].